# Millhousen (Indiana)
Millhousen es un pueblo ubicado en el condado de Decatur en el estado estadounidense de Indiana. En el Censo de 2010 tenía una población de 127 habitantes y una densidad poblacional de 48,55 personas por km².

## Geografía
Millhousen se encuentra ubicado en las coordenadas 39°12′41″N 85°26′6″O / 39.21139, -85.43500. Según la Oficina del Censo de los Estados Unidos, Millhousen tiene una superficie total de 2.62 km², de la cual 2.62 km² corresponden a tierra firme y (0%) 0 km² es agua.

## Demografía
Según el censo de 2010, había 127 personas residiendo en Millhousen. La densidad de población era de 48,55 hab./km². De los 127 habitantes, Millhousen estaba compuesto por el 99.21% blancos, el 0% eran afroamericanos, el 0% eran amerindios, el 0% eran asiáticos, el 0% eran isleños del Pacífico, el 0% eran de otras razas y el 0.79% pertenecían a dos o más razas. Del total de la población el 0% eran hispanos o latinos de cualquier raza.